# 芬讷
芬讷（德語：Finne，發音：[ˈfɪnə] ⓘ）是德国萨克森-安哈尔特州布尔根兰县的市镇，面积25.04平方千米，2023年12月31日人口为1,135人。该市镇于2009年7月1日由市镇比尔罗达和洛萨合并而成，得名于芬讷山。